# Natrijum nitrit
Natrijum nitrit je so čija je hemijska formula . Koristi se kao konzervans za mesne prerađevine. U čistom stanju je beli do bledo žuti prah. Rastvorljiv je u vodi i higroskopan. Na vazduhu se polako oksidira do natrijum nitrata. Natrijum nitrit je jako redukciono sredstvo.
Ova so se koristi u proizvodnji diazo boja, nitrozo jedinjenja, i drugih organskih jedinjenja; u bojenju i štampanju tekstila; u fotografiji; kao i laboratorijski reagens i inhibitor korozije; u metalnim premazima za fosfatiziranje; i u proizvodnji gumenih hemikalija. Ova so se može koristiti kao elektrolit u proizvodnim procesima elektrohemiskog brušenja, tipično u obliku 10% rastvora u vodi. Natrijum nitrit se takođe koristi u ljudskoj i veterinarskoj medicini kao vasodilator, bronhodilator, i protivotrov kod trovanja cijanidom.

## Upotreba

### U normalnoj ljudskoj prehrani
Nitriti su normalni deo ljudske ishrane. Oni su prisutni u većini vrsta povrća. Spanać i salata mogu da imaju do 2500 mg/Kg nitrata, kelj (302.0 mg/kg) i karfiol (61.0 mg/kg), do niskih koncentracija od 13 mg/Kg u asparagusu. Nivoi nitrita u 34 uzorka povrća, uključujući različite vrste kupusa, salate, spanaća, peršuna i repe je u rasponu između 1.1 i 57 mg/Kg, npr. beli karfiol (3.49 mg/kg) i zeleni karfiol (1.47 mg/kg). Kuvanje povrća snižava koncentraciju nitrata ali ne nitrita. Sveže meso sadrži 0.4-0.5 mg/Kg nitrita i 4–7 mg/Kg nitrata (10–30 mg/Kg nitrata u suvomesnatim proizvodima). Prisustvo nitrita u životinjskim tkivima je posledica metabolizma nitrik oksida, važnog neurotransmitera. Azot oksid može biti stvoren de novo posredstvom azot oksid sintaze iz arginina, ili iz nitrata ili nitrita unesenog hranom. Najveći deo istraživanja negativnih efekata nitrita na ljude predatira otkriće važnosti azot oksida u ljudskom metabolizmu i ljudskog endogenog metabolizma nitrita.

### Prehrambeni aditiv
Kao prehrambeni aditiv, ova so ima dvojnu ulogu u prehrambenoj industriji zato što ona menja boju konzervisane ribe i mesa, a isto tako sprečava rast Clostridium botulinum, bakterije koja uzrokuje botulizam. U Evropskoj uniji ovaj aditiv se može koristiti samo kao mešavina u solima koje sadrže najviše 0,6% natrijum nitrita. In ima EC broj E250. Kalijum nitrit (E249) se koristi na isti način.

## Spoljašnje veze
- E250: Sodium nitrite